# It Hurts (utwór muzyczny Leny Philipsson)
It Hurts (szw. Det gör ont) – utwór szwedzkiej wokalistki Leny Philipsson, nagrany i wydany w formie singla w 2004 oraz umieszczony na dziewiątym albumie studyjnym artystki pt. Det gör ont en stund på natten men inget på dan. Piosenkę napisał Orup.
Utwór zadebiutował na pierwszym miejscu szwedzkiej listy przebojów, utrzymując się na szczycie przez kolejne siedem tygodni.
Utwór zajął pierwsze miejsce w programie Melodifestivalen 2004, dzięki czemu reprezentował Szwecję w finale 49. Konkursu Piosenki Eurowizji w 2004, zajmując w nim piąte miejsce.

## Historia utworu
Utwór został napisany i skomponowany przez szwedzkiego wokalistę Thomasa „Orupa” Erikssona, producentem oraz realizatorem nagrań singla został Anders Hansson. Za miks piosenki odpowiedzialny był Ronny Lahti z Cosmos Studios, natomiast za mastering – Björn Engelmann z Cutting Room.
W 2003 utwór „Det gör ont” został zgłoszony do festiwalu Melodifestivalen 2004, do którego został dopuszczony dzięki otrzymaniu tzw. dzikiej karty od komisji jurorskiej powołanej przez Sveriges Television. 13 marca 2004 został zaprezentowany w półfinale programu i awansował do finału, organizowanym 20 marca w Globen Arena w Sztokholmie. Zdobył łącznie 232 punkty, tj. 100 pkt od jurorów oraz 132 pkt od telewidzów (oddali na utwór 298 722 głosów), dzięki czemu zajął pierwsze miejsce i został propozycją reprezentującą Szwecję w 49. Konkursie Piosenki Eurowizji. Po finale eliminacji utwór przetłumaczono na język angielski („It Hurts”). Przed rozegraniem finału Eurowizji utwór był jednym z faworytów bukmacherów do wygrania, ostatecznie zajął piąte miejsce po zdobyciu 170 punktów, w tym maksymalnych not (12 punktów) od telewidzów z Finlandii, Norwegii, Danii i Irlandii.

## Lista utworów
CD single (szwedzka wersja)
1. „Det gör ont” – 3:04
2. „Det gör ont” (Instrumental) – 3:01

CD single (angielska wersja)
1. „It Hurts” – 3:04
2. „It Hurts” (Instrumental) – 3:01

CD maxi-single
1. „It Hurts” – 3:04
2. „It Hurts” (Instrumental) – 3:02
3. „Det gör ont” – 3:02

## Notowania na listach przebojów
| Kraj             | Lista (2004)        | Najwyższe miejsce | Uwagi         |
| ---------------- | ------------------- | ----------------- | ------------- |
| Szwecja          | Singles Top 60      | 1                 | „Det gör ont” |
| Szwecja          | Singles Top 60      | 4                 | „It Hurts”    |
| Belgia (Walonia) | Ultratop 50 Singles | 38                | „It Hurts”    |